# فینیاس تیلور بارنوم
فینیاس تیلر بارنم (انگلیسی: Phineas Taylor Barnum) (۵ ژوئیهٔ ۱۸۱۰ – ۷ آوریل ۱۸۹۱) شومن، بازرگان و سیاست‌مدار اهل ایالات متحده آمریکا و بنیان‌گذار سیرک بارنوم و بیلی بود. وی همچنین نویسنده، ناشر و نیکوکار بود.
در سال ۲۰۱۷ فیلم بزرگ‌ترین شومن با بازی هیو جکمن، در ارتباط با فینیاس تیلر بارنم ساخته شد.